# Madeirai faligyík
A madeirai faligyík (Teira dugesii) a hüllők (Reptilia) osztályának pikkelyes hüllők (Squamata) rendjébe, ezen belül a nyakörvösgyíkfélék (Lacertidae) családjába tartozó faj.
A Teira hüllőnem egykori típusfaja, manapság egyetlen faja. Korábban a Lacerta nembe sorolták Lacerta dugesii néven.

## Előfordulása
A madeirai faligyík a Portugáliához tartozó Madeira-szigetek endemikus gyíkfaja. Ez az élőlény a szigetvilág következő szigetein lelhető fel: Madeira, Kopár-szigetek, Porto Santo és Selvagens-szigetek. 1850 méteres tengerszint feletti magasságban is megtalálható. Ezt a gyíkfajt az 1800-as évek közepén betelepítették az Azori-szigetekre. Nemrég Lisszabon kikötői térségébe is betelepítették, azonban az itteni állomány kicsi maradt. A madeirai faligyíkot kártevőnek tekintik, mivel a borvidékeken belekóstol a szőlőszemekbe.
A hajók segítségével újabb élőhelyeket is megszerezhet magának.

## Alfajai
- Teira dugesii dugesii
- Teira dugesii jogeri
- Teira dugesii selvagensis

## Életmódja

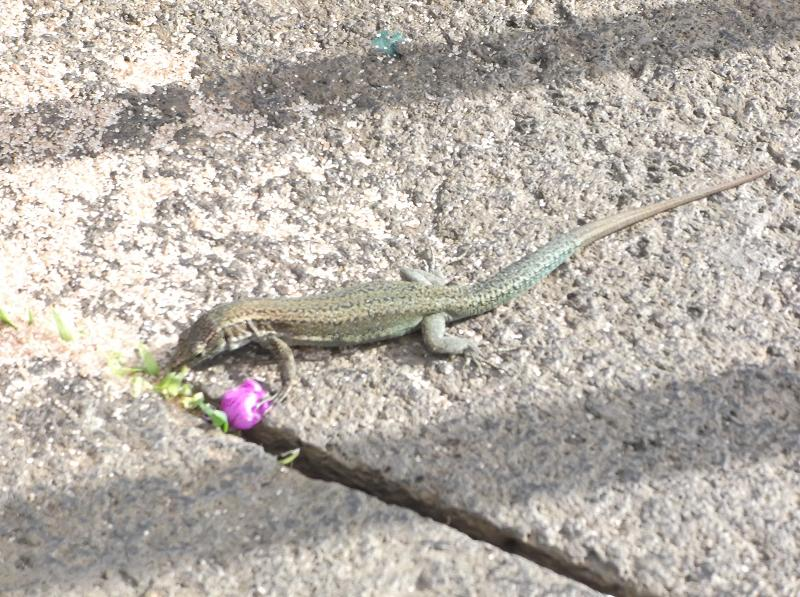
Virágokkal is táplálkozik

Ez a gyíkfaj általában a száraz, köves, kevés növényzettel rendelkező helyeket választja otthonául. Azonban az erdőkben és a kultúrnövények között is fellelhető.

## Szaporodása
A nőstény madeirai faligyík évente 2-3 fészekaljat tojik.

## Védettsége
A gyík szerepel a Berni egyezmény 2. listáján. Továbbá több védett területen is megtalálható.